# Burgnac
Burgnac is een gemeente in het Franse departement Haute-Vienne (regio Nouvelle-Aquitaine) en telt 544 inwoners (1999). De plaats maakt deel uit van het arrondissement Limoges.

## Geografie
De oppervlakte van Burgnac bedraagt 11,6 km², de bevolkingsdichtheid is 46,9 inwoners per km².
De onderstaande kaart toont de ligging van Burgnac met de belangrijkste infrastructuur en aangrenzende gemeenten.

## Demografie
Onderstaande figuur toont het verloop van het inwonertal (bron: INSEE-tellingen).